# Carinodes albomaculatus
Carinodes albomaculatus är en stekelart som först beskrevs av William Harris Ashmead 1895.  Carinodes albomaculatus ingår i släktet Carinodes och familjen brokparasitsteklar. Inga underarter finns listade.